# Щедрик буроволий
Ще́дрик буроволий (Crithagra reichenowi) — вид горобцеподібних птахів родини в'юркових (Fringillidae). Мешкає в Східній Африці. Вид названий на честь німецького орнітолога Антона Райхенова.

## Опис
Довжина птаха становить 11-12 см. Виду не притаманний статевий диморфізм. Забарвлення переважно сіро-коричневе, надхвістя яскраво-жовте. Обличчя сіре, над очима білуваті або жовтуваті "брови", горло білувате, під дзьобом темні "вуса". Нижня частина тіла білувата, поцяткована коричневими плмками. Дзьоб коричнево-роговий, біля основи світлий, очі карі, лапи світло-коричневі або темно-тілесного кольору.

## Поширення і екологія
Буроволі щедрики мешкають в Ефіопії, Джибуті, Сомалі, Кенії, Танзанії, на крайньому південному сході Південного Судану та на крайньому сході Уганди. Вони живуть в сухих саванах, сухихї тропічних лісах, рідколіссях і чагарникових заростях, на полях і пасовищах, в парках і садах, поблизу річок і озер. Зустрічаються зграйками до 15 птахів, на висоті до 2000 м над рівнем моря.  Іноді утворюють зграї до 50 птахів. Живляться переважно насінням, а також комахами. Гніздо невелике, чашоподібне, розміщується на дереві або в чагарниках. В кладці 3 блакитнуватих яєць, поцяткованих коричневими або чорними плямками. Інкубаційний період триває 14 днів, пташенята покидають гніздо через 17 днів після вилуплення, і стають самостійними через місяць після вилуплення.